# Oberdrauburg
Oberdrauburg är en ort och kommun  i Österrike. Den ligger i distriktet Spittal an der Drau i förbundslandet Kärnten, 300 km sydväst om huvudstaden Wien. 
Kommunen består av 10 orter (Ortschaften) (inom parentes invånarantal 1 januari 2024):

- Flaschberg (39)
- Gailberg (0)
- Oberdrauburg (353)
- Oberpirkach (15)
- Rosenberg (5)
- Schrottenberg (11)
- Unterpirkach (55)
- Waidach (308)
- Zwickenberg (231)
- Ötting (193)